# Холл, Джек (профсоюзный деятель)
Джек Уэйн Холл (англ. Jack Wayne Hall; 28 февраля 1915, Ашленд — 2 января 1971, Сан-Франциско, Калифорния) — американский деятель рабочего и профсоюзного движения. Директор регионального отделения Интернационального профсоюза портовых грузчиков и складских рабочих (ILWU) на Гавайских островах. Стоял у истоков «Демократической революции на Гавайях».

## Биография

### Ранние годы. Работа матросом
Холл родился в Ашленде, штат Висконсин, 28 февраля 1915 года. Его мать покончила с собой, когда он был ребенком, и мальчика воспитывала в Лос-Анджелесе его бабушка. После окончания школы Хантингтон-парка в 1931 году Холл стал моряком торгового флота и плавал на борту корабля SS President Hoover. Опыт путешествий по Азии, где он воочию лицезрел последствия колониализма и вопиющую бедность, побудил его стать коммунистом.

### Путь профсоюзного лидера
Первой рабочей забастовкой Холла была стачка работников западного побережья США 1934 года, в которой он участвовал в качестве члена Профсоюза моряков Тихого океана.
Холл прибыл на Гавайи в 1935 году и начал писать для профсоюзной газеты The Voice of Labor (с англ. — «Голос труда»). В 1944 году он был назначен первым региональным директором ILWU в Гавайской территории. Затем он возглавил кампанию по организации работников плантаций и докеров в один профсоюз, объединяющий людей всех национальностей и рас. Ранее большинство забастовок на островах проводилось сугубо какой-то отдельной из этнических групп (за исключением забастовки на сахарных плантациях Оаху 1920 года, когда рабочие японского и филиппинского происхождения бастовали вместе).
Движение закончилось тем, что профсоюз ILWU заключил трудовые договора с 33 из 34 сахарных плантаций, покрыв 30 000 членов. Это сделало профсоюз очень успешным во время волны забастовочной борьбы конца 1940-х годов, особенно забастовки 1949 года, которая на шесть месяцев закрыла гавайские порты.
Холл добивался выполнения требований рабочих не только посредством забастовок, но и политически, в конце концов сблизившись с будущим леволиберальным губернатором Гавайев Джоном Бёрнсом. Холл разработал проект Закона штата Гавайи о трудовых отношениях — местной версии Национального закона Вагнера. Он был представлен в Сенате Гавайских островов Дж. Б. Фернандесом и принят в 1945 году.

### Преследования как коммуниста
На волне нарастающей маккартистской истерии в августе 1951 года Холл и еще 6 активистов Коммунистической партии Гавайев (позже названные «Гавайской семёркой») были обвинены Джеком Кавано в нарушении антикоммунистического Акта Смита. Арестованными занялась Комиссия Палаты представителей по расследованию антиамериканской деятельности. Многие в ILWU утверждали, что за арестами стояла «Большая пятёрка» корпораций, чтобы помешать переговорам профсоюза с сахарными компаниями.
«Гавайская семёрка» была осуждена 19 июня 1953 года; Холл был приговорён к 5 годам тюремного заключения и штрафу в размере 5000 долларов. Позже решение суда было отменено благодаря апелляции в 9-й Окружной апелляционный суд США, однако «семёрка» была освобождена только в 1958 году. Несмотря на преследования, Холл оставался популярным среди рабочих, интересы которых отстаивал, однако сам профсоюз растерял политическое влияние.

### В общенациональном профсоюзе
В 1969 году Холл был назначен вице-президентом по международным связям и директором по органайзингу ILWU. Он переехал в Сан-Франциско, где и умер от инсульта 2 января 1971 года. После его смерти флаги были приспущены на пол-мачты. Члены ILWU и других профсоюзов прекратили работу на 15 минут во время первой остановки работы на всей территории штата в истории Гавайев. Ему был посвящён документальный фильм 2008 года Jack Hall: his life and times («Джек Холл: его жизнь и времена»). Здание ILWU в Хонокаа также было названо в его честь.